# Kim Woo-jin
Kim Woo-jin (hangŭl: 김우진) (20 giugno 1992) è un arciere sudcoreano.

## Biografia
Nel 2015 prende parte ai Campionati mondiali di tiro con l'arco a Copenaghen, dove ottiene l'oro nell'individuale e nella gara a squadre.
Nel 2017 vinse la medaglia di bronzo nella prova a squadre ai mondiali di Città del Messico.
A livello olimpico, Kim ha vinto tre ori consecutivi a squadre a Rio 2016, Tokyo 2020 e Parigi 2024; nell'edizione francese, il coreano è riuscito a conquistare la medaglia d'oro anche nell'evento misto e nell'individuale.

## Palmarès
- Giochi olimpici

Rio de Janeiro 2016: oro a squadre.
Tokyo 2020: oro a squadre.
Parigi 2024: oro a squadre, a squadre miste e nell'individuale.
- Mondiali

Torino 2011: oro nell'individuale e nella gara a squadre;
Copenaghen 2015: oro nell'individuale e nella gara a squadre;
Città del Messico 2017: bronzo nella gara a squadre.
- Universiade

Taipei 2017: oro a squadre e bronzo individuale.